# Peugeot 908 RC

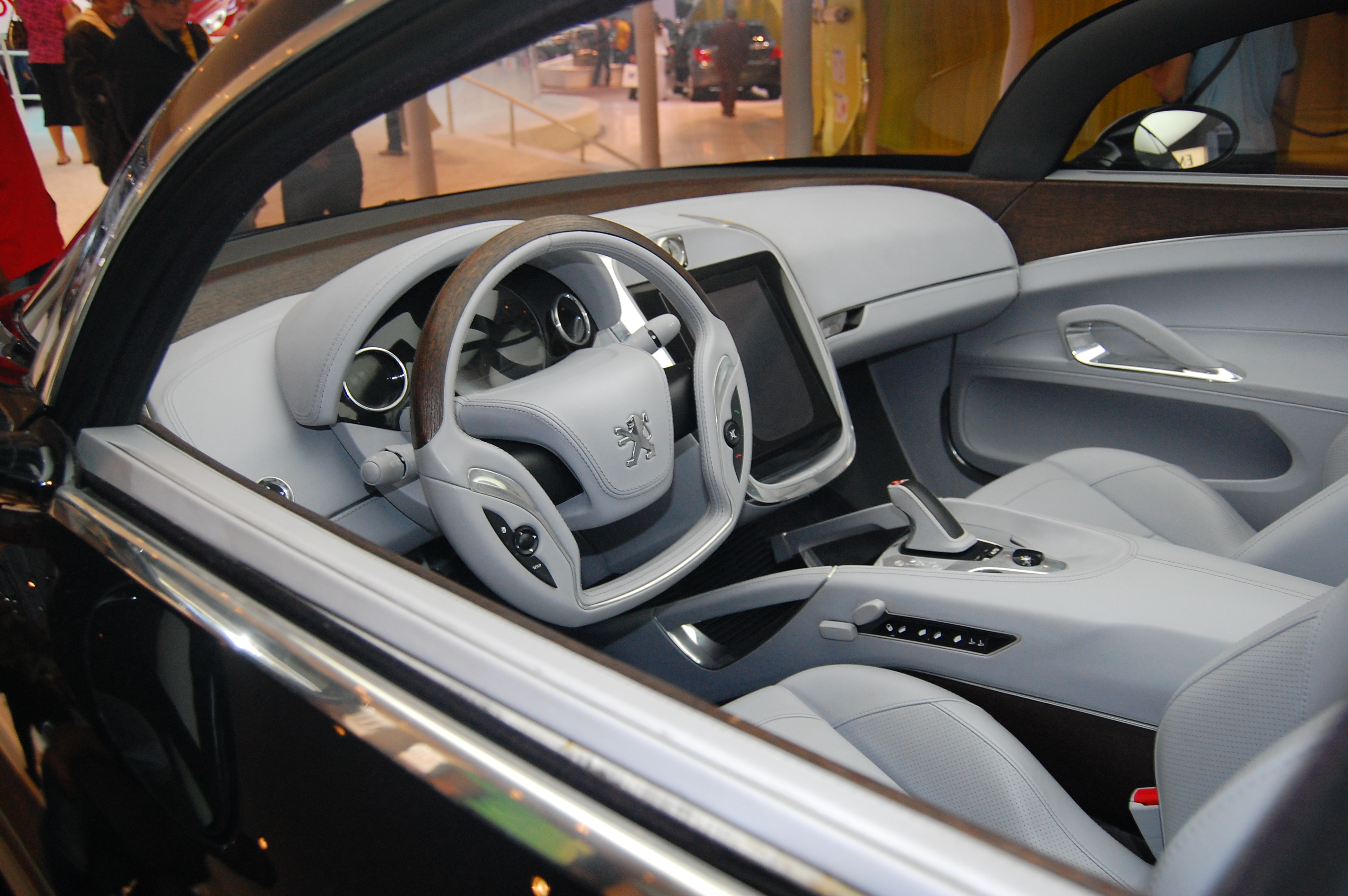
Cockpit

Der Peugeot 908 RC ist ein Konzeptfahrzeug des französischen Automobilherstellers Peugeot, das erstmals auf dem Pariser Automobilsalon 2006 präsentiert wurde.
Das Fahrzeug ist eine Limousine mit vier Sitzplätzen, das Karosseriestyling wurde in den Designstudios von Peugeot entwickelt. Mit dem 908 RC weist Peugeot auf den kommenden Peugeot 908 HDi FAP hin, der 2007 beim 24-Stunden-Rennen von Le Mans an den Start gegangen ist. Das Kürzel RC steht schon immer für die sportlichsten Versionen eines Modells.
Als Antriebsaggregat besitzt das Konzeptfahrzeug einen V12-Dieselmotor mit 5,5 l Hubraum. Das Triebwerk ist quer vor der Hinterachse eingebaut. Direkt unter dem Motor sitzt ein automatisiertes Sechsgang-Getriebe. Gemäß dem Hersteller soll die Nennleistung des Motors über 515 kW (700 PS), das maximale Drehmoment über 1200 Nm liegen. Zwei weitere Besonderheiten des Motors sind der Zylinderwinkel von 100 Grad und zwei Abgaspartikelfilter.